# Candela (Noelia)
Candela è una canzone della cantante portoricana Noelia, pubblicata come terzo singolo dell'album Noelia nel 1999. Il singolo remixato in versione AfroLatin House dal produttore H. Antoni Carvajal fu utilizzato come stacchetto delle veline nella trasmissione Striscia la notizia e conobbe una straordinaria popolarità in Italia nel 2001: arrivò fino al primo posto nelle hit radio nazionali e raggiunse la quinta posizione della classifica dei singoli più venduti. Noelia divenne l'artista rivelazione dell'estate 2001 del Festivalbar, vinse il disco d'oro ed il brano fu un vero e proprio tormentone estivo.
Dopo Candela, Noelia non ha conosciuto altri picchi paragonabili di popolarità, pur continuando ad essere un'apprezzata artista dance, molto conosciuta negli Stati Uniti d'America ed America Latina.
Le versioni addizionali del brano sono state prodotte da H. Antoni Carvajal e pubblicate in Grecia, Spagna, Stati Uniti d'America e Francia dalla etichetta Network Records / Ultralab - Virgin - Warner, Radikal.

## Tracce

### Vinile 12"
A1 Candela (Eurolatin House Mix)
A2 Candela (Eurolatin House Attack)
A3 Candela (Spanish Club Mix)
B1 Candela (Run Away Mix)
B2 Candela (Deep On The Street Mix)
B3 Candela (Tumba Low Man Mix)

### Vinile Promo
A1 Candela (Original Mix)
A2 Candela (Latin House Mix)
B1 Candela (Spanish Club Mix)
B2 Candela Tropical Beats

### CD Maxi Single
1. Candela (Radio Edit Mix) - 3:33
2. Candela (U.S. Remix Radio Edit) - 3:20
3. Candela (Eurolatin House Mix) - 4:47
4. Candela (Deep On The Street Mix) - 3:57
5. Candela (Tumba Low Man Mix) - 4:51
6. Candela (Run Away Mix) - 5:43
7. Candela (U.S. Club Mix) - 7:39

## Classifiche
| Paese                     | Posizione più alta |
| ------------------------- | ------------------ |
| Italia                    | 5                  |
| Stati Uniti Hot Latin Pop | 27                 |

## Classifica italiana
| Posizione | 5 | 6 | 7 | 5 | 6 | 5 | 8 | 9 | 15 | 15 |